# 1,3-dichloorpropaan
1,3-dichloorpropaan is een organische verbinding met als brutoformule C3H6Cl2. Het is een toxische kleurloze vloeistof met een zoete geur, die slecht oplosbaar is in water.

## Toxicologie en veiligheid
De stof ontleedt bij verhitting, met vorming van waterstofchloride en fosgeen.
De stof is irriterend voor de ogen, de huid en de luchtwegen. Op lange termijn kan er schade optreden aan het maag-darmstelsel.